# Wurmberg
Wurmberg település Németországban, azon belül Baden-Württembergben. Lakosainak száma 3323 fő (2023. december 31.).

## Népesség
A település népessége az elmúlt években az alábbi módon változott:
| Lakosok száma | 1613 | 1931 | 2101 | 2191 | 2260 | 2528 | 2826 | 2931 | 3004 | 3323 |
|               | 1961 | 1967 | 1974 | 1980 | 1987 | 1993 | 2000 | 2006 | 2013 | 2023 |